# Polyptychus
Polyptychus is een geslacht van vlinders uit de onderfamilie Smerinthinae van de familie pijlstaarten (Sphingidae).

## Soorten
- P. afarissaque (Darge, 2004)
- P. affinis Rothschild & Jordan, 1903
- P. andosa (Walker, 1856)
- P. anochus Rothschild & Jordan, 1906
- P. assimilis Rothschild & Jordan, 1903
- P. aurora Clark, 1936
- P. baltus Pierre, 1985
- P. barnsi Clark, 1926
- P. baxteri Rothschild & Jordan, 1908
- P. bernardii Rougeot, 1966
- P. cadioui (Darge, 2005)
- P. carteri (Butler, 1882)
- P. celebensis Clark, 1929
- P. claudiaei Brechlin, Kitching & Cadiou, 2001
- P. coryndoni Rothschild & Jordan, 1903
- P. chinensis Rothschild & Jordan, 1903
- P. dentatus (Cramer, 1777)
- P. digitatus Karsch, 1891
- P. distensus Darge, 1990
- P. draconis Rothschild & Jordan, 1916
- P. enodia (Holland, 1889)
- P. erosus Jordan, 1923
- P. ferroseus Gehlen, 1950
- P. girardi Pierre, 1993
- P. grayii (Walker, 1856)
- P. herbuloti Darge, 1990
- P. hollandi Rothschild & Jordan, 1903
- P. insulanus Darge, 2004
- P. kindunus Strand, 1918
- P. lapidatus Joicey & Kaye, 1917
- P. mbarikensis Darge & Minetti, 2005
- P. murinus Rothschild, 1904
- P. nigriplaga Rothschild & Jordan, 1903
- P. niloticus Jordan, 1921
- P. obtusus Darge, 2004
- P. orthographus Rothschild & Jordan, 1903
- P. paupercula Holland, 1889
- P. pierrei I. J. Kitching & Cadiou, 2000
- P. politzari Darge & Basquin, 2005
- P. potiendus Darge, 1990
- P. retusus Rothschild & Jordan, 1908
- P. rougeoti Carcasson, 1968
- P. ruaha Darge, 2004
- P. septentrionalis Darge, 2004
- P. sinus Pierre, 1985
- P. thihongae Bernardi, 1970
- P. trilineatus Moore, 1888
- P. trisecta (Aurivillius, 1901)
- P. vuattouxi Pierre, 1989
- P. wojtusiaki Pierre, 2001